# Nielegalna
Nielegalna – pierwsza studyjna płyta Ewy Sonnet.

## Utwory
1. "... i RNB"
2. "C'est la vie – takie jest życie"
3. "Kochaj!"
4. "Niech ta noc nie kończy się – spit"
5. "Wszystko mija"
6. "Wielcy, mali"
7. "Tell Me Why"
8. "Choćbyś zamknął wszystkie drzwi..."
9. "Daj mi niebo"
10. "Moja adrenalina"
11. "Witaj w świecie rozkoszy"

## Instrumenty
1. Paweł Marciniak – instrumenty klawiszowe, gitara, bas
2. Michał Marciniak – gitara
3. Sławek Romanowski – perkusja